# Warner Chappell Music
Warner Chappell Music, Inc. es una editorial musical estadounidense y una subsidiaria de Warner Music Group. El catálogo de Warner Chappell Music consta de más de 1,4 millones de composiciones y 65.000 compositores, con oficinas en más de 40 países.

## Historia
La compañía fue fundada en 1811 como Chappell & Co., una editorial británica de música y una tienda de instrumentos que se especializaba en la fabricación de pianos en la calle Bond de Londres. En 1929, Warner Bros. adquirió M. Witmark & Sons, Remick Music Corporation y Harms, Inc. Tamerlane Music fue adquirida en 1969.
Warner Chappell Music se formó en 1987 en San Antonio, Texas, cuando Warner Bros. El presidente musical, Chuck Kaye, llevó a la compañía a comprar Chappell & Co. de PolyGram (ahora Universal Music Group) (UMG). En 1988, Warner-Chappell adquirió Birch Tree Group, editor de Happy Birthday to You y los libros de métodos para piano de Frances Clark. En 1990, Warner Chappell adquirió Mighty Three Music, la editorial de Thom Bell and Gamble and Huff.
En 1994, Warner Bros. Publications amplió sus operaciones de música impresa al adquirir CPP/Belwin. CPP/Belwin había sido la antigua división de música impresa de Columbia Pictures.
En 2005, Warner Chappell Music vendió la mayor parte de su división de música impresa, Warner Bros. Publications, a Alfred Publishing, y en 2006 lanzó la iniciativa Pan European Digital Licensing (PEDL). En 2007, cuando Radiohead lanzó In Rainbows a través de su sitio web con un modelo de pago-lo-que-desea, Warner Chappell Music creó un proceso de licencia único y simplificado para las canciones del álbum que permitía los derechos usuarios de todo el mundo para asegurar el uso de la música desde una única ubicación.
En 2006, David H. Johnson fue ascendido a director ejecutivo interino y luego, en 2007, a presidente y director ejecutivo de la empresa.
En 2007, la empresa adquirió Non-Stop Music. Además, en 2010 adquirió 615 Music, una productora musical con sede en Nashville, y posteriormente unió todas las productoras musicales bajo el nombre de Warner Chappell Production Music en 2012. En 2011, adquirió Southside Independent Music Publishing, cuyos compositores incluían a Bruno Mars, Brody Brown y JR Rotem. En julio de 2012, Warner/Chappell compró los derechos musicales del estudio cinematográfico Miramax Films.
Fue clasificada en 2010 por Music & Copyright como la tercera editorial de música más grande del mundo. Entre las canciones en la biblioteca de la compañía están "Winter Wonderland" y anteriormente "Happy Birthday to You" hasta que los derechos de autor de la canción fueron invalidados en 2015 y puestos en el dominio público al año siguiente.
En enero de 2011, Cameron Strang, fundador de New West Records y Southside Independent Music Publishing, fue nombrado director ejecutivo de Warner Chapell Music. Fue sucedido por el expresidente de la compañía, Jon Platt, en 2016.
El 30 de junio de 2017, Warner Chappell Music presentó una demanda contra EMI Music Publishing, acusando a esta última compañía de pagar menos de lo debido a Warner Music por las regalías del catálogo de 20th Century Fox, que Warner adquirió en 1982, así como los derechos de Curtis Mayfield y Kool & the Gang. Esta controversia surge de la adquisición de Robbins y Feist por parte de EMI a principios de la década de 1990.
El 9 de enero de 2019, Guy Moot fue nombrado director ejecutivo de Warner Chappell Music. Él y Carianne Marshall, directora de operaciones de la empresa, fueron designados copresidentes.
El 15 de enero de 2019, Warner Chappell Music presentó un reclamo de monetización contra un fanfilm creado por el canal de YouTube de Star Wars, Star Wars Theory, pero rescindió el reclamo dos días después de la intervención de Lucasfilm Ltd. en nombre de los fanáticos indignados. En mayo de 2019, Warner Chappell Music fue nuevamente criticado por presentar reclamos de derechos de autor demasiado amplios, en relación con una gran cantidad de videos de YouTube de Minecraft del youtuber Mumbo Jumbo, que tiene más de 8 millones de suscriptores, por la única razón de que la canción de introducción en todos ellos contenía muestras de una canción con derechos de autor de Warner Chappell Music. El youtuber había pagado una licencia para usar la canción, pero resultó que las muestras no se habían borrado. Afirmó que tenía la intención de disputar las afirmaciones de Warner Chappell Music, pero que su gran número (alrededor de 1800) haría que esto fuera una carga.
En mayo de 2019, Warner Chappell adquirió Gene Autry Music Group, que comprende cuatro editores de música, 1500 composiciones (incluidas "Back in the Saddle Again", "Here Comes Santa Claus", "Just Walkin' in the Rain" y "You Belong To Me ), y varias de las grabaciones maestras de Autry.
En julio de 2021, Warner Chappell abrió su primera oficina en Vietnam.
El 3 de enero de 2022, Variety informó que el patrimonio del músico inglés David Bowie había vendido el catálogo editorial del difunto artista a Warner Chappell Music, "por un precio superior a los 250 millones de dólares".